# Подпороговая крутизна
Подпоро́говая крутизна́ (более точно: крутизна переходной [сток-затворной] характеристики в подпороговой области, англ. subthrehold slope) — показатель функциональности полевого транзистора при напряжениях исток-затвор {\displaystyle V_{SG}} ниже порогового напряжения {\displaystyle V_{th}}. Определяется как
{\displaystyle S={\frac {d\log(I_{D})}{dV_{SG}}}}.
Часто используется обратная подпороговая крутизна (англ. subthrehold swing), {\displaystyle 1/S}, измеряемая в милливольтах на декаду, то есть на порядок изменения тока стока.
Для технических целей желательны увеличение крутизны и, соответственно, минимизация величины обратной крутизны. В идеале, в подпороговом режиме характеристика {\displaystyle I_{D}(V_{SG})} должна иметь экспоненциальный вид {\displaystyle A\,\exp(qV_{SG}/k_{B}T)} ({\displaystyle k_{B}} — постоянная Больцмана, {\displaystyle T} — температура, {\displaystyle q} — элементарный заряд, {\displaystyle A=\,}const), а линия {\displaystyle \log(I_{D})(V_{SG})} являться прямой, как для прямосмещённого p-n-перехода. Поэтому при температуре 300 К идеальная обратная крутизна составляет
{\displaystyle [1/S]_{min}=\ln(10)\cdot {\frac {k_{B}T}{q}}\approx 60\,} мВ/дек.
На практике значения несколько выше. 
Нередки неточности терминологии, когда «крутизной» в данном контексте называется и собственно крутизна, и обратная крутизна, но обычно сразу понятно, о чём идёт речь. 